# 西村 (佛羅里達州)
西村（英語：West Villages）是位於美國佛羅里達州薩拉索塔縣的一個非建制地區。該地的面積和人口皆未知。

## 地理
西村的座標為27°02′59″N 82°19′16″W / 27.04972°N 82.32111°W，而該地的平均海拔高度為9米（即30英尺）。